# Anna Khachiyan
Anna Leonidovna Khachiyan (en ruso: Анна Леонидовна Хачиян) (Moscú, 23 de agosto de 1985) es una crítica cultural ruso-estadounidense, escritora y copresentadora del pódcast Red Scare con sede en la ciudad de Nueva York.

## Biografía
Khachiyan nació en Moscú, URSS, el 23 de agosto de 1985. En 1990, emigró a los Estados Unidos con sus padres y se crio en Nueva Jersey. Es hija del matemático soviético y profesor de la Universidad de Rutgers Leonid Jachián y de Olga Pischikova Reynberg. Es de ascendencia armenia, rusa y judía asquenazí.
En 2006, Khachiyan recibió la beca en memoria de Patrick J. Quigley de la Universidad de Rutgers, donde estudió Economía e Historia del arte.Más tarde obtuvo una maestría en historia del arte en la Universidad de Nueva York,así como un doctorado en arquitectura soviética, que no completó.
Antes de Red Scare, Khachiyan trabajó ocasionalmente como jefa de sala de un restaurante, como ilustradoray como actriz.

## Carrera
El 29 de marzo de 2018, Khachiyan inició el podcast de comentarios culturales Red Scare, con la copresentadora y actriz Dasha Nekrasova. El programa se ha asociado tanto con la izquierda basura "dirftbag left"como con la nueva derecha,así como con la subcultura que rodea a  Dimes Square. Cubre temas actuales de la cultura y la política estadounidenses tanto en un tono cómico como serio.
El comentario y la crítica de Khachiyan al neoliberalismo y al feminismo están fuertemente influenciados por el historiador Christopher Lasch y la crítica social Camille Paglia.También ha sido influenciada por Mark Fisher y Michel Houellebecq.
Khachiyan ha sido entrevistada por Eric Weinstein y Bret Easton Ellis en sus respectivos podcasts. También apareció en i24NEWS para hablar sobre la estafadora convicta nacida en RusiaAnna Delvey,y como oradora como parte de la serie PLATFORM Speak de Art Toronto.

## Vida personal
Khachiyan tiene una relación con el percusionista y artista visual Eli Keszler. En el episodio del 13 de febrero de 2021 de The Tim Dillon Show, Khachiyan anunció que estaba embarazada de ocho meses. Su hijo nació en marzo de 2021.

## Filmografía
| Año  | Película/Serie                  | Role                    | Notas        |
| ---- | ------------------------------- | ----------------------- | ------------ |
| 2007 | Por qué despedí a mi secretaria |                         | corto, guion |
| 2014 | Mirando en la misma dirección   | Alex                    | corto        |
| 2020 | Chat PVT                        | Comentarista de OWS     |              |
| 2021 | El miedo del sesenta y uno      | Ghislaine Maxwell doble |              |